# Alopecurus apiatus
Alopecurus apiatus är en gräsart som beskrevs av Pavel Nikolaevich Ovczinnikov. Alopecurus apiatus ingår i släktet kavlen, och familjen gräs. Inga underarter finns listade i Catalogue of Life.